# 库奇亚阿尔塔
库奇亚阿尔塔（西班牙語：Cuchilla Alta）是乌拉圭的一座城镇，位于卡内洛内斯省。该地区亦为乌拉圭黄金海岸的一部分。

## 地理
库奇亚阿尔塔南临拉普拉塔河，西距乌拉圭首都蒙得维的亚72（45英里）。

## 人口
库奇亚阿尔塔在2011年时总计人口为527。
| 年份 | 人口 |
| ---- | ---- |
| 1963 | 148  |
| 1975 | 206  |
| 1985 | 297  |
| 1996 | 404  |
| 2004 | 435  |
| 2011 | 527  |

来源: 乌拉圭国家体育学院